# Paul Derache
Paul Derache (1873 – 1935) was een militair chirurg en directeur van de hospitalen Fort Louis te Duinkerke en Cabour te Adinkerke.

## Biografie
Paul Derache studeerde geneeskunde aan de Université libre de Bruxelles. In 1892 neemt hij dienst in het Belgische leger.  
In 1916 krijgt hij de taak om een nieuw hospitaal te bouwen in Beveren aan de IJzer. Hij gebruikte een innovatief systeem voor de opbouw. 2 Vleugels van telkens 10 paviljoenen worden in een U-vorm rond een technisch centrum aangelegd. 
Later was hij tot aan zijn pensioen inspecteur-generaal van de gezondheidsdienst van het Belgische Leger. 

## Eerbetoon
- 1929 - Dankmanifestatie gehouden ter zijne ere. Hierop was koningin Elisabeth aanwezig.
- 2017 - Standbeeld van paviljoen van zijn plan te Beveren aan de IJzer.[2]
- 2017 - Herdenkingstentoonstelling in Beveren aan de IJzer.[3]